# 10322 Mayuminarita
10322 Mayuminarita este un asteroid din centura principală de asteroizi.

## Descriere
10322 Mayuminarita este un asteroid din centura principală de asteroizi. A fost descoperit pe 11 noiembrie 1990 la Kitami de Kin Endate și Kazuro Watanabe. Asteroidul prezintă o orbită caracterizată de o semiaxă mare de 2,36 ua, o excentricitate de 0,21 și o înclinație de 1,9° în raport cu ecliptica.